# Стів Герда
Стів Герда (нім. Steve Guerdat; нар. 10 червня 1982) — швейцарський вершник, олімпійський медаліст.

## Виступи на Олімпіадах
| Олімпіада   | Дисципліна       | Місце              |
| ----------- | ---------------- | ------------------ |
| Афіни 2004  | конкур, особисті | =39 (кваліфікація) |
| Афіни 2004  | конкур, командні | 5                  |
| Пекін 2008  | конкур, особисті | =10                |
| Пекін 2008  | конкур, командні | 3                  |
| Лондон 2012 | конкур, особисті | 1                  |
| Лондон 2012 | конкур, командні | 4                  |